# Kerstin Schober
Kerstin Schober (Heidelberg, 29 agosto 1956) è un'ex cestista tedesca.

## Carriera
Con la Germania Ovest ha disputato i Campionati europei del 1976.